# 乐昌站
乐昌站,位于中国广东省乐昌市，为京广铁路车站，离丰台站2012公里，离广州站271公里。车站属广州局集团广深铁路股份有限公司广州车务段管辖，现为三等站。目前有5班列车在该站办客，2018年日均到达旅客847人、发送旅客653人；货运办理整车普通货物到发、小运转列车甩挂、专用线取送作业:217。
车站建于1933年12月，1936年开通运营。建成初期车站站房面积100平方米，1968年扩建至455平方米。1969年冶金工业部曾建设本站至鹅湾铁矿的窄轨铁路，后于1972年废除并改为公路。1987年衡广复线建设中，车站规模得到大规模扩建，同年8月位于南天桥的新货场启用:222。

## 车站结构

### 站房
乐昌站站房面积1200平方米，设有2层楼，可容纳722名旅客候车:515。

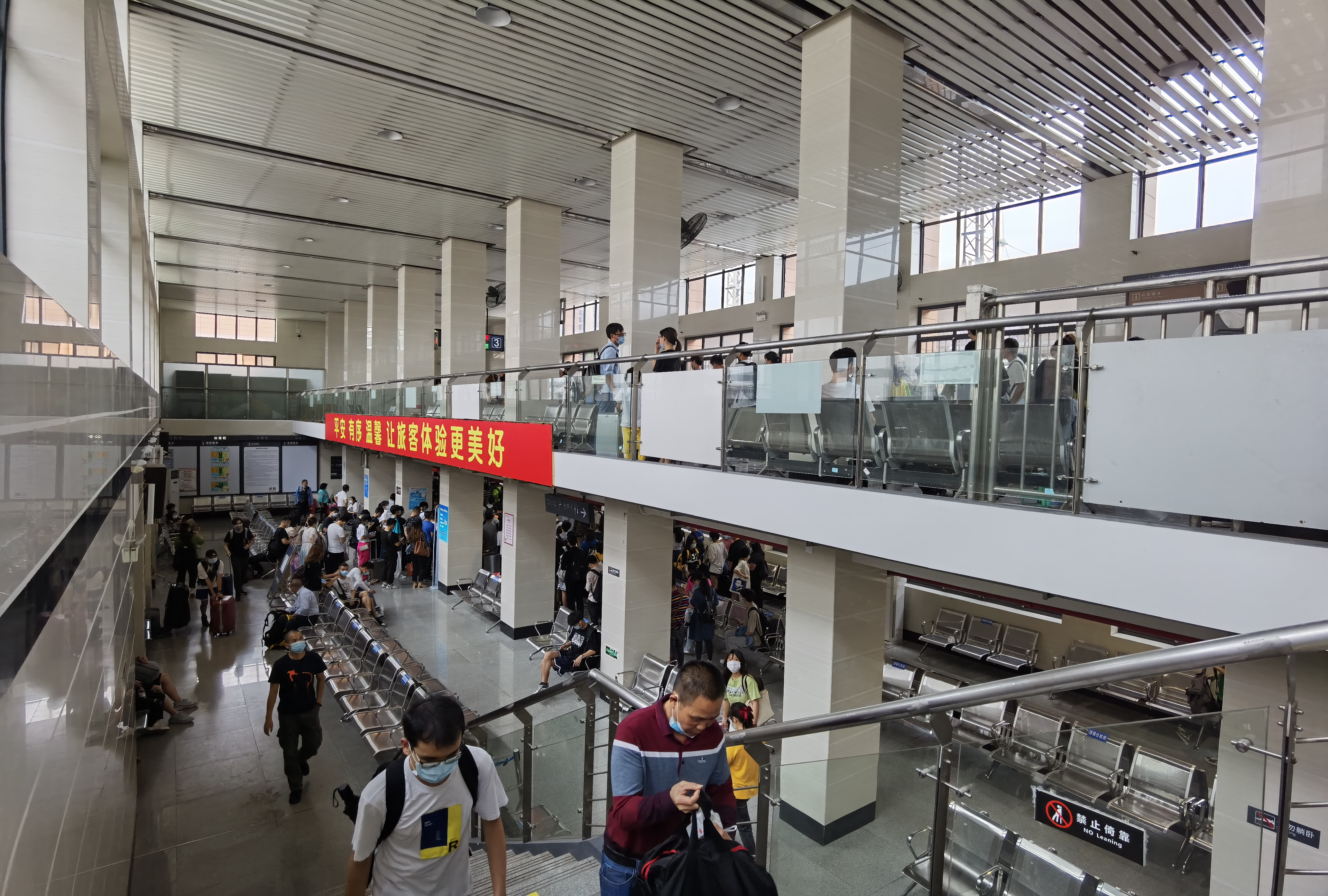
2021年，乐昌站双层候车室內景。

### 站场
乐昌站设有2条正线、3条到发线和3条存车线，设有2座客运站台，每座站台设有长300米的雨棚，通过一座进出站地道连接。车站货场位于站南天桥南侧，面积6900平方米:514。

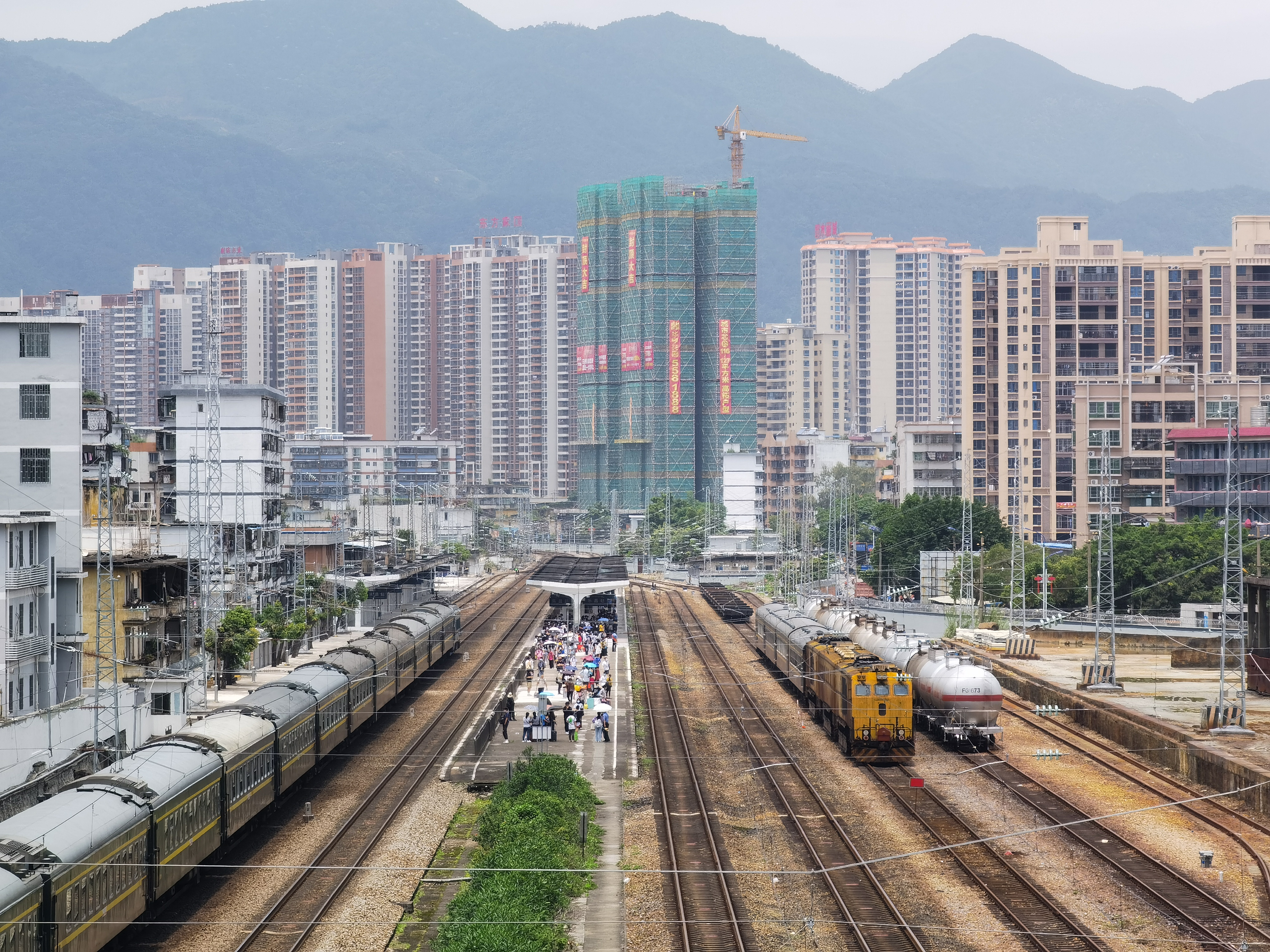
2021年，自站南天桥眺望乐昌站站场与站台。

站场北咽喉设有通往乐昌市贮木场、安捷铁路轨枕有限公司（原采石场、轨枕厂）的专用线，京广老线亦在武水桥北岸附近出岔；南侧则设有专用线通往中建材水泥昌山水泥厂。另设有股道通往中铁隧道集团三处有限公司设备物资管理中心和广深铁路股份有限公司广州工务段:514。